# Zastava M93
El fusil de largo alcance Zastava M93 Black Arrow  (en serbio: Црна стрела) es un fusil de francotirador desarrollado y fabricado por la compañía Zastava Arms de la ciudad de Kragujevac, en la República de Serbia.
Está diseñado a partir del sistema del Mauser, que fue durante sus cien años de larga historia de combates, uno de los más precisos y confiables fusiles de cerrojo.

## Descripción
El principal objetivo de este fusil es el de eliminar objetivos a grandes distancias y debido a ello es equipado únicamente con una mira telescópica, incorporada en el arma (amplificación de imagen 8X con la división a más de 1.800 metros). Igualmente acepta miras telescópicas de otras marcas.
Diversos modelos de la misma serie fueron probados en condiciones extremas durante diversas operaciones en Serbia y la República de Macedonia (hoy, Macedonia del Norte), con buenos resultados.

## Características
El Zastava M93 está disponible en versiones que emplean los cartuchos 12,7 x 108 y 12,7 x 99 OTAN.
Es un fusil de cerrojo alimentado mediante un cargador, enfriado por aire y tiene una culata fija.
Su culata y guardamanos están hechos de polímero reforzado con fibra de vidrio. La culata tiene dos muelles amortiguadores.
Tiene un freno de boca que facilita su disparo, al reducir el retroceso en un 62%. Su cañón tiene entalles externos que facilitan su enfriamiento. Además cuenta con un bípode plegable que se ajusta al tamaño del parapeto tras el cual se sitúa el fusil. Su cerrojo es de tipo Mauser y va guiado a lo largo de todo su recorrido en el cajón de mecanismos. 

## Usuarios
- Argelia[1]
- Armenia[2]
- Georgia[3]
- Indonesia[4]
- Jordania[4]
- Macedonia del Norte[5]
- Serbia[6]
- Sri Lanka[7]